# Євреї в парламенті Другої польської республіки

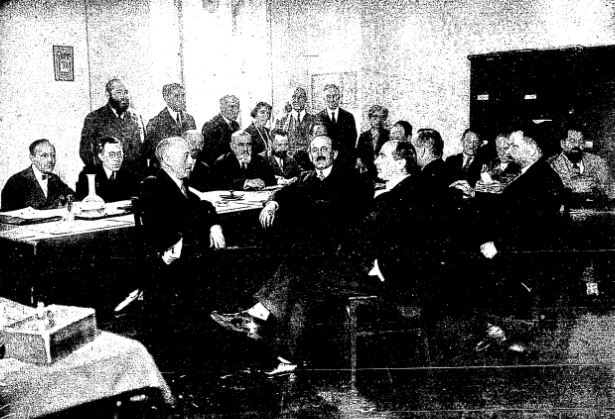
Єврейський парламентський клуб під час 1-го сейму

## Парламент першого терміну (1922-27)
Внаслідок несприятливого виборчого закону 1922 року значна частина єврейської громади вирішила балотуватися до парламенту першого терміну в блоці з іншими групами меншин. Відповідно до угоди, яка лежала в основі створення Блоку національних меншин, єврейські партії повинні були отримати 1/4 місць, здобутих коаліцією.
У результаті успіху блоку на виборах (друге місце в країні, 16 % підтримки та всього 66 місць у Сеймі) до Сейму засіли 35 представників єврейських кіл — переважно представники сіоністів і ортодоксальних євреїв. Більш ніж половина з них були обрані зі списку БМН, окрім галицьких сіоністів, які почали з окремого списку.
Гірших результатів досягли інші, незалежні єврейські партії:
- Об'єднані національно-єврейські партії Східної Малопольщі — 15 місць
- Єврейський національний союз Західної Малопольщі (сіоністи Західної Малопольщі) — 2 місця
- Загальноєврейський робітничий союз у Польщі (Бунд) — 0 місць
- Єврейсько-демократичний народний блок (Folks-Partaj) — 1 місце

Загалом ці партії набрали 4,6 % голосів (18 місць).
На такий сприятливий результат єврейської меншини вплинули, зокрема, (крім дієвої агітації) бойкот виборів українськими колами, внаслідок чого один єврейський голос у Львові чи Станіславові мав більшу силу.
Із загальних сіоністів, обрані до сейму були з колишньої Конгресової Польщі, серед інших Ізаак Грюнбаум, Максиміліан Гартглас, Єжи Розенблат і Якуб Вигодський. Партію Мізрахі представляли: Самуель Брот, Йошуа Фарбштайн, Шимон Фельдман, Мошек Гельман та Абрахам Левінсон. Ігнацій Шипер і Саломон Вайнцігер були обрані незалежними, а Еліаху Кіршбраун, Лейб Мінцберг, Лейзор Сіркіс і Маєр Шапіра були обрані як представники православних. Мандат також отримав Вацлав Вісліцький як представник єврейського купецтва.
Східну Галичину представляли 13 депутатів, серед них Леон Райх, Ружа Мельцерова, Абрахам Інслер, Генрік Росмарін та Еміль Зоммерштайн (сіоністи), Шимон Федербуш, Бернард Гаузнер (Мізрахі), лише Аарон Левін з малопольських ортодоксальних євреїв потрапив до Сейм. У Західній Галичині до сейму був обраний лише сіоніст Оз'яш Тон.
Народники, які балотувалися в опозицію до блоку, зазнали поразки, і депутатом став лише Ноах Прилуцький.
Не потрапили до парламенту й представники лівого Бунду.
Обрані парламентарі увійшли до Єврейського парламентського клубу, який налічує 34 депутати. Лише Прилуцький очолював одноосібний гурток Єврейської народної партії.
Єврейський парламентський клуб у 1922-27 роках слід вважати одним із найелітніших парламентських клубів: 36 парламентарів мали вищу освіту, з них 17 були юристами.
У верхній палаті євреїв представляли Маркус Брауде та Мойжеш Кернер (сіоністи), а ортодоксальних євреїв – Лейб Ковальський та Ізаак Рубінштейн.

## Парламент 4-го і 5-го термінів (1935-38)
У єврейських колах довго розмірковували про участь у виборах 1935 року. Це було пов'язано з новим виборчим законом, прийнятим у липні 1935 року. Вона скоротила кількість депутатів вдвічі та змінила виборчу систему з пропорційної на мажоритарну. На відміну від українців і білорусів, які проживали компактно, єврейське населення було розпорошеним, а обрання принаймні кількох представників до сейму було, внаслідок нового закону, під питанням.
Проте більшість єврейських кіл вирішила балотуватися на виборах, які бойкотувала опозиція (до бойкоту приєдналися лише комуністи, народники та «Бунд»). У них брали участь сіоністи, ортодоксальні євреї, а також просанаційна Асоціація єврейських учасників боротьби за незалежність Польщі (ZŻUWoNP).
Євреям вдалося ввести п'ятьох представників до сейму, жодного до сенату, але двох сенаторів призначив президент Мосціцький. У нижній палаті сиділи Вацлав Вісліцький (представляв Центральний союз єврейських купців, обраний у Варшаві), Лейб Мінцберг (Лодзь, підтримуваний ортодоксальними євреями та ZŻUWoNP), Еміль Зоммерштайн (Львів, сіоніст), Ісаак Рубінштейн (Вільно, підтримуваний «Мізрахі»).
Ігнацій Мосціцький призначив Якуба Янкеля Трокенгайма та Мойжеша Шорра до Сенату. Якщо перший представляв сіонізм, вибір другого був жестом у бік асиміляторських кіл.
Після смерті Вацлава Вісліцького в 1936 році в Сеймі його замінив Йошуа Ґотліб (він програв у 1935 році Вісліцькому на один голос).
У парламенті єврейські депутати створили Єврейське парламентське коло, яке очолив (до початку війни) Еміль Зоммерштайн.
Сейм четвертого терміну став ареною гострих ідеологічних суперечок, особливо про місце євреїв у польській державі. Частина санаторію (напр. Богуслав Мєдзінський) почав переймати гасла Національної демократії після смерті Пілсудського. Присутність єврейських громад у сеймі пом'якшувало щодо них суворість законів, наприклад, вдалося значно скоротити та відстрочити прийняття закону про заборону ритуального забою.
Важливим пунктом суперечки з польською більшістю був також новий закон про громадянство, за яким була зроблена спроба зупинити еміграцію євреїв із Третього Райху.

## Вибори 1938 року

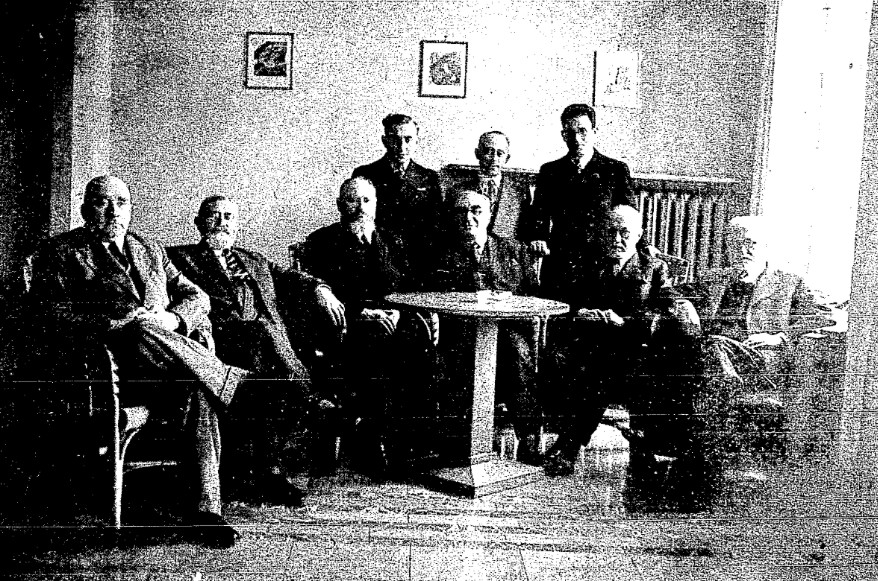
Єврейське коло в парламенті 5-го терміну

Вибори 1938 р. були перевіркою соціальної згуртованості Другої Республіки Польща, тому меншини не могли дозволити собі бойкотувати їх, наражаючись на звинувачення в нелояльності до держави. Результати виборів 1935 року були настільки обнадійливими (понад 12 % місць для меншин), що лише кола, пов'язані з лівими, вирішили бойкотувати.
Євреї знову представили до Сейму п'ятьох представників: Еміля Зоммерштайна (який знову балотувався у Львові), Саломона Зайденмана та Янкеля Трокенгайма (вони балотувалися в тому ж «єврейському» окрузі у Варшаві — Північний округ), Ігнація Шварцбарта (Краків) і знову Лейба Якуб Мінцберг (Лодзь).
Президент призначив сенаторами Ісаака Рубінштейна та Здзіслава Жмігрідера-Конопку.